# 한여름 밤의 꿈

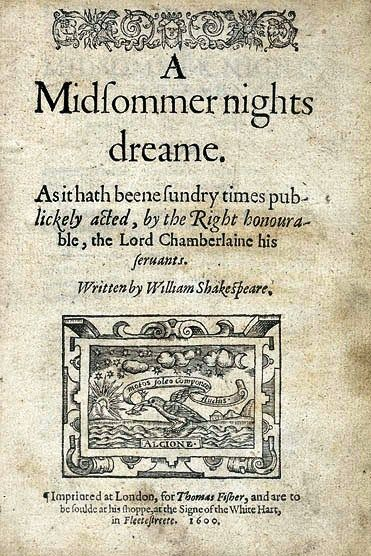

〈한여름 밤의 꿈〉 (A Midsummer Night's Dream)은 윌리엄 셰익스피어의 작품이다. 이 작품은 불화의 모든 요소들이 결혼을 통해 화해와 조화를 이루게 되는 과정을 흥미진진하게 그리고 있다.

## 집필 연대
〈한여름 밤의 꿈〉의 정확한 집필 연대는 알려지지 않았다. 다만, 셰익스피어의 작품 간의 관계나 몇 가지 주변적 상황을 통해 1595년에서 1596년 사이에 쓰여진 것으로 추정해 볼 수 있을 뿐이다.
작품 간의 연관성 측면에서 볼 때 〈한여름 밤의 꿈〉은 그 스토리를 역시 1595년에서 1596년 사이의 집필된 작품 〈로미오와 줄리엣〉에서 많은 부분 빌려오고 있다는 점을 주목할 필요가 있다. 〈한여름 밤의 꿈〉에서 직공들이 공작의 혼례 축하용으로 공연하는 ‘피라머스와 시스비’의 이야기는 두 가문의 단절, 그로 인한 두 젊은 남녀가 겪는 사랑의 난관, 시간차로 인한 오해 때문에 벌어지는 자살 등과 같은 비극적 내용을 담고 있는데, 이는 〈로미오와 줄리엣〉의 전체 스토리와 거의 유사하다. 심지어 부모의 반대에 부딪힌 젊은 남녀의 사랑과 도피라는 〈한여름 밤의 꿈〉의 전반적인 스토리 역시 〈로미오와 줄리엣〉을 연상시킨다.
차이는 〈한여름 밤의 꿈〉은 희극이고 〈로미오와 줄리엣〉은 비극이라는 점이다. 〈한여름 밤의 꿈〉의 극중 극인 ‘피라머스와 시스비’ 자체는 비극이기는 하지만, 무식한 아테네 직공들이 벌이는 공연이 우스꽝스럽게 진행되다 보니 전체적으로는 오히려 희극에 가깝다. 셰익스피어는 〈로미오와 줄리엣〉을 쓰는 과정에서 자신의 세계관이 지나치게 감상적이고 단편적임을 깨닫고, 유사한 내용인 〈한여름 밤의 꿈〉을 집필함으로써 이성과 감성, 그리고 비극적 요소와 희극적 요소가 조화를 이루는 좀더 성숙한 세계를 그리고자 했다는 주장이 있다.
〈한여름 밤의 꿈〉이 〈로미오와 줄리엣〉을 완성한 직후에 쓰였다는 점 역시 명백한 증거는 없지만, 학자들은 이러한 순차적 연관성에 대해서는 대체로 동의하는 편이다. 주변 상황을 통해 집필 연대를 추정하는 대표적인 예는, 〈한여름 밤의 꿈〉이 결혼 축하극이라는 점에 주목하여, 이 극이 엘리자베스 여왕과 친분이 깊은 실제 유명 인사의 결혼식 축하용으로 쓰였다는 주장이다. 가령 1595년 1월 더비 백작(Earl of Derby)과 엘리자베스 비어(Elizabeth Vere)의 결혼, 또는 1596년 2월 토머스 버클리(Thomas Berkeley)와 엘리자베스 커리(Elizabeth Carey)의 결혼 등이 이 작품의 제작 연대와 관련하여 자주 언급되는 사건들이다. 여러 정황을 종합해 볼 때 〈한여름 밤의 꿈〉은 대체로 1595년에서 1596년 사이에 쓰여진 작품으로 추정된다.